# Herb Porto
Herb Porto – herb miejski, jeden z symboli portugalskiego miasta Porto.

## Blazonowanie
W polu niebieskim zamek złoty, składający się z muru z blankami i flankujących go dwóch wież z blankami, każda z dwoma oknami czerwonymi, stojący na morzu składającym się z pięciu pofalowanych pasów, trzech srebrnych i dwóch zielonych. Nad bramą na konsoli złotej wizerunek Dziewicy w sukni czerwonej, płaszczu niebieskim nałożonym na głowę i przytrzymanym diademem, z Dzieciątkiem w ramionach otoczonych po bokach i z góry  blaskiem spoczywającym na blankach muru. Nad wieżami dwie tarcze herbowe, starożytne Portugalii. Tarcza zwieńczona coroną muralis srebrną, pięciowieżową i otoczona łańcuchem Orderu Wojskowego Wieży i Miecza, Męstwa, Wierności i Zasługi.  Całość otoczone wstęgą białą z dewizą czarną: ANTIGA, MUI NOBRE, SEMPRE LEAL E INVICTA CIDADE DO PORTO (Starożytne, bardzo szlachetne, zawsze lojalne i niepokonane miasto Porto) .

## Historia
Najstarszy znany wizerunek heraldyczny pochodzi z pieczęci użytej w 1354 roku, na której widać mury miejskie z wizerunkiem Matki Bożej umieszczonym w niszy nad bramą.  Z kolei najstarszy wizerunek herbu pochodzi z Karty nadanej przez króla Manuela I Szczęśliwego 20 czerwca 1517 roku (Foral da cidade do Porto). Przedstawiał on Madonnę z Dzieciątkiem w otoczeniu aniołów wewnątrz murów miejskich pomiędzy dwoma wieżami. Wygląd ten z pewnymi zmianami przetrwał aż do początków XIX wieku . Wzbogacany był często o umieszczany na szarfie tytuł CIVITAS VIRGINIS (Miasto Dziewicy).
Większe zmiany w wyglądzie herbu nastąpiły w XIX wieku. Na mocy Karty z 13 maja 1813 roku wydanej przez księcia regenta Jana, w uznaniu zasług mieszkańców Porto w walce przeciwko okupującym Portugalię wojskom Napoleona, nad każdą z obu wież dodano ramię zbrojne, jedno wznoszące do góry miecz ozdobiony liśćmi laury, drugie trzymające sztandar z herbem królewskim . 
Kolejna zmiana została wprowadzona przez Piotra księcia Bragança, który dekretem z dnia 4 kwietnia 1833 roku w uznaniu zasług miasta podczas wojny domowej i opowiedzeniu się po stronie jego i jego córki królowej Marii  udekorował herb Porto koroną książęcą i łańcuchem Krzyża Wielkiego Orderu Wieży i Miecza, Męstwa, Wierności i Zasługi.
14 stycznia 1837 roku królowa Maria II dla upamiętnienia zmarłego ojca oraz doceniając zasługi miasta ponownie zmieniła herb Porto . Od tej pory herb był czterodzielny w krzyż z tarczą sercową. W polu 1 i 4 umieszczono herb Królestwa Portugalii, w polu 2 i 3 stary herb miejski, zaś w polu sercowym, czerwonym złote serce. Tarcza herbowa zwieńczona koroną książęcą z czarnym smokiem zaczerpniętym z pradawnych herbów królów Portugalii z niebieską wstęgą o złotym napisie INVICTA (niepokonane) i otoczona łańcuchem Orderu Wieży i Miecza, Męstwa, Wierności i Zasługi.  Dotychczasowe tytuły Antiga, Muito Nobre e Leal, rozszerzono o słowo Invicta, przez co powstał tytuł A Antiga, Muito Nobre, sempre Leal e Invicta Cidade do Porto. 
Herb ten obowiązywał do 1940 roku, kiedy to 25 kwietnia opublikowano rozporządzenie zatwierdzający nowy, obowiązujący do dziś wizerunek herbu usuwający większość symboli kojarzących się z monarchią .

### Archiwalia
- Sig Civitatis Virginis Portuglis w: Arquivo Municipal do Porto, Coleção de Ephemera, sygn. A1.54,
- Armas da Cidade do Porto : selo do Senado Portucalense : século XIV : 1354 w: Arquivo Municipal do Porto, Câmara Municipal do Porto. Séc. XIII-, sygn. F.NP:CMP:7:1944,
- Dom Manuel Foral da cidade do Porto w: Arquivo Municipal do Porto, Câmara Municipal do Porto. Séc. XIII-, sygn. 01,
- Armas da Cidade do Porto : matriz em cobre : século XVIII w: Arquivo Municipal do Porto, Câmara Municipal do Porto. Séc. XIII-, sygn. F.NP:CMP:9:413,
- Armas da Cidade do Porto : gravuras a água forte : século XVIII w: Arquivo Municipal do Porto, Câmara Municipal do Porto. Séc. XIII-, sygn. F.NP:CMP:7:1939.1941
- Armas da Cidade do Porto : selos em ferro : século XIX w: Arquivo Municipal do Porto, Câmara Municipal do Porto. Séc. XIII-, sygn. F.NP:CMP:9:409.412,
- Armas da Cidade do Porto : selos em ferro : século XIX w: Arquivo Municipal do Porto, Câmara Municipal do Porto. Séc. XIII-, sygn. F.NP:CMP:9:408.410.414,
- Armas da Cidade do Porto : gravura a água forte : século XIX w: Arquivo Municipal do Porto, Câmara Municipal do Porto. Séc. XIII-, sygn. F.NP:CMP:7:1943,
- Armas da Cidade do Porto : gravura a água forte : século XIX w: Arquivo Municipal do Porto, Câmara Municipal do Porto. Séc. XIII-, sygn. F.NP:CMP:7:1938,
- Armas da Cidade do Porto : selo : século XIX w: Arquivo Municipal do Porto, Câmara Municipal do Porto. Séc. XIII-, sygn. F.NP:CMP:9:411,
- Armas da Cidade do Porto : gravura : século XX w: Arquivo Municipal do Porto, Câmara Municipal do Porto. Séc. XIII-, sygn. F.NP:CMP:7:1940,

### Akty Prawne
- Dom Pedro, Duque de Bragança Decreto de 4 de Abril de 1833. W: Collecção de Decretos e Regulamentos mandados publicar por Sua Magestade Imperial o Regente do Reino desde a sua Entrada em Lisboa até à Instalação das Câmaras Legislativas: Terceira Série. Appendice à Terceira Série. Lisboa: 1835, s. 22-23.
- Ministério do Reino Decreto de 14 de Janeiro de 1837. W: Collecção de leis e outros Documentos Officiaes publicados No 1.º Semestre de 1837 Setima Série – 1.ª Parte, Lisboa: 1837.  Diário do Govêrno N.º 17, 20 de Janeiro, s. 105.
- Ministério do Interior (emissor) Portaria n.º 9513. W: Diário do Govêrno Série I – N.º 96/1940, Lisboa: 25 de Abril de 1940, s. 535-536.

### Źródła internetowe
- A heráldica municipal. [w:] Chaves e Símbolos [on-line]. Câmara Municipal do Porto. (port.).
- Armas. [w:] Chaves e Símbolos [on-line]. Câmara Municipal do Porto. (port.).